# Pathó István (színművész, 1959)
Pathó István Ifj. Pathó István (Budapest, 1959. október 3. –) magyar színész. Id. Pathó István színész és Móricz Ildikó színésznő fia.

## Pályafutása
1978-ban érettségizett a budapesti Szilágyi Erzsébet Gimnáziumban. 1983-ban szerzett diplomát a Színház- és Filmművészeti Főiskolán. 1983-tól 1987-ig a Vidám Színpadnál játszott, majd szabadfoglalkozású színművészként működött tovább.

## Fontosabb színpadi szerepei
- André Soupault (Aszlányi Károly: Amerikai komédia)
- Laurent (Jean Poiret: Őrült nők ketrece)
- Frederic (Jean Poiret: Kellemes húsvéti ünnepeket!)
- Gontrant (Maurice Hennequin–Pierre Veber: Elvámolt éjszaka)
- Csibisz (Heiner Müller: Elérkezett az idő)
- Rábay Miki (Görgey Gábor: Huzatos ház)
- Tiribi (Heltai Jenő: A néma levente)
- A fiú (Déry Tibor – Presser Gábor – Adamis Anna: Képzelt riport egy amerikai popfesztiválról)

## Filmjei
- Almási, avagy a másik gyilkos (magyar krimi, 1987)
- Nyolc évszak (tévésorozat, 1987) – Villányi Szilárd
- Az admirális (színes magyar tévéfilm, 1985) – Ferenc
- Egy lócsiszár virágvasárnapja (színes magyar tévéjáték, 1985) – Poroszló
- Most mi jövünk! (színes magyar szórakoztató műsor, 1985)
- Elcserélt szerelem (színes magyar vígjáték, 1983) – Zsolti
- Nem zárjuk kulcsra az ajtót (magyar tévéfilm, 1983) – Imre
- Bajuszverseny (tévéfilm, 1983)
- Utánam, srácok! (1975) – Kupec (Kollár Eugén)